# Xerraire d'orelles argentades
El xerraire d'orelles argentades (Trochalopteron melanostigma) és un ocell de la família dels leiotríquids (Leiothrichidae).

## Hàbitat i distribució
Viu entre la malesa del bosc, matolls i bambú al sud-oest de la Xina al sud de Szechwan i oest i sud-oest de Yunnan, nord-oest de Tailàndia, nord-est de Laos i nord del Vietnam.